# 힌두교의 역사
힌두교는 인도 아대륙에서 기원한 다양한 종교 전통들을 포괄하는 낱말이다. 역사적으로, 힌두교는 철기 시대 이래의 인도 종교들의 발달사를 포함하는 개념이다. 그리고 이러한 힌두교 역사의 실질적인 출발점이 되는 철기 시대 인도의 베다 종교, 즉 브라만교는 그 기원이 청동기 시대 인더스 문명의 종교와 같은 선사시대 종교에 있다.
기원후 초기 몇 세기에 이르렀을 때, 인도 철학은 베다의 권위를 인정하는 가의 여부에 따라 정통파를 뜻하는 아스티카와 비정통파 또는 이단을 뜻하는 나스티카로 나뉘어 있었다. 아스티카 그룹은 대략 기원전 2세기부터 기원후 6세기 동안 더 분화하여 여섯 정통파 힌두 철학 학파, 즉, 삼키아 · 요가 · 니야야 · 바이셰시카 · 미맘사 · 베단타 학파로 나뉘었다. 불교 · 자이나교 · 차르바카파와 더불어 기타 다른 종교 또는 학파들은 나스티카로 분류되었다. 이 시기 동안 이들 학파들은 지지자를 얻기 위해 서로 경쟁하였으며 서로 영향을 주고받았다. 한편, 이러한 일이 일어나는 동안 탄트라와 탄트라 수행들이 아스티카 형태와 나스티카 형태의 두 형태로 출현하였다. 또한 같은 시기 동안 박티 운동을 통해 시바파 · 샥티파 · 비슈누파와 같은 일신교적 종교 또는 종파들이 발달하였다. 지금의 힌두교, 즉 고전 힌두교는 베다 전통이 지역 민간 전통들과 융합하면서 고대의 베다 종교가 새로운 모습으로 부흥한 형태로, 시기적으로는 인도에서 불교가 쇠퇴하였던 5세기경에 출현하였다.
인도이슬람 제국(1206~1596) 시대 동안 힌두교에서는 박티 운동이 가장 유력해졌으며, 오늘날에도 큰 영향력을 미치고 있다. 식민지 시기(1600/1757~1947) 동안에는 부분적으로 신지학을 비롯한 스피리티즘(spiritism: 영성주의)과 같은 서양 문화의 영향을 받아서 다양한 힌두교 개혁 운동이 발생하였다. 1947년에 종교적 이유로 인해 힌두교도가 대다수인 인도 공화국과 이슬람교도가 대다수인 파키스탄으로의 분리가 일어나면서 인도 공화국에서는 힌두교가 다수의 종교가 되었다.

## 인더스 문명
인도의 선사시대 종교에 대한 증거는 청동기 시대의 인더스 문명에서 발견된다. 이 곳에서 종교적 의식에 사용된 것으로 보이는 목욕탕과 시바 링감에 비견되는 상징들이 발견되었다. 또한 스와스티카 기호 또는 상징물도 발견되었는데, 스와스티카는 현대 힌두교에서 흔히 사용되는 모티프이다.

## 같이 보기
- 동남아시아의 인도화
- 인도의 역사

## 참고 문헌
- Basham, A. L. (1967). 《The Wonder That was India》.